# インキャパシティ
インキャパシティ(Incapacity)は、スウェーデンのデスラッシュバンドである。

## 略歴
2002年にソーラー・ドーンのギタリスト、アンデシュ・エドルンド (B)にコールド・レコードからディールを前提にバンド結成の話があったことがきっかけとなり結成。同様にコールド・レコードからのディールを前提としたバンド結成の話で結成されたバンドとして、トーチベアラーがある。
コールド・レコードの依頼の後、ソーラー・ドーンのボーカリスト兼ベーシストのクリスチャン・アルヴェスタム (G)、ロベルト・イーヴァション (G)、元エッジ・オブ・サニティのロベルト・カールソン (Vo)、グレート・ディセイヴァーのドラマー、カレ・アンデション (Ds)が加入する。しかし、同年中にロベルト・カールソンがフェイスブレイカー専念を理由に、カレ・アンデションが音楽的意見の相違を理由に次々脱退する。
その後ボーカリストとして、アンドレアス・"ドレッド"・アクセルソン (Vo：元エッジ・オブ・サニティ、元マーダック)、ヘンリク・ショーンストロム (Ds：ソーラー・ドーン、アンムーアド)が加入。その後1stアルバムのレコーディングに入り、2003年に1stアルバム『Chaos Complete』をリリース。日本盤はサウンドホリックからリリースされた。レーベルディールをメタル・ブレイド・レコーズに移して、2ndアルバム『9th Order Extinct』を2004年にリリースした。
2005年末にバンドの中核メンバーである、アンデシュ・エドルンド、ロベルト・イーヴァション、アンドレアス・"ドレッド"・アクセルソンが脱退する。2006年初めに、元ザ・クラウンのヨハン・リンドストランド (Vo)、元エンブレイスド、元フォーセイクンのミカエル・ホーカンソン (B)、ロベルト・アーリング (G)が加入した。その後、RAHWレコードに移籍したが目立った活動は無かった。現在では、RAHWレコードは解散し、バンドの現状は不明である。ただし、クリスチャン・アルヴェスタムの公式MySpaceでは、現在もメンバーであるとされており、解散はしていない模様。

## メンバー

### 現メンバー
- ヨハン・リンドストランド (Johan Lindstrand) - ボーカル
ザ・クラウン、インピオス、One Man Army and the Undead Quartetで活動。
- クリスチャン・アルヴェスタム (Christian Älvestam) - ギター
スカー・シンメトリー、ソーラー・ドーン、エンジェル・ブレイク、トーチベアラー、ミザレーション、アンムーアド、ソリューション .45でも活動。
- ロベルト・アーリング (Robert Ahrling) - ギター
- ミカエル・ホーカンソン (Michael Håkansson) - ベース
エヴァグレイ、エンブレイスド、フォーセイクン、The Project Hate MCMXCIX、エンゲルでも活動。
- ヘンリク・ショーンストロム (Henrik Schönström) - ドラムス
ソーラー・ドーン、トーチベアラー、アンムーアドでも活動。

### 元メンバー
- ロベルト・カールソン (Roberth Karlsson) - ボーカル
エッジ・オブ・サニティ、ソーラー・ドーン、スカー・シンメトリー、フェイスブレイカーで活動。
- アンドレアス・"ドレッド"・アクセルソン (Andreas "Dread" Axelsson) - ボーカル
エッジ・オブ・サニティ、マーダックでも活動。
- ロベルト・イーヴァション (Robert Ivarsson) - ギター
- アンデシュ・エドルンド (Anders Edlund) - ベース
ソーラー・ドーンでも活動していた。エンジェル・ブレイク、ソリューション .45で活動中。
- カレ・アンデション (Kalle Andersson) - ドラムス
グレート・ディセイヴァーでも活動。

## ディスコグラフィー
- Chaos Complete (2003)
- 9th Order Extinct (2004)